# Labichea punctata
Labichea punctata är en ärtväxtart som beskrevs av John Lindley. Labichea punctata ingår i släktet Labichea och familjen ärtväxter. Inga underarter finns listade i Catalogue of Life.